# 大学病院医療情報ネットワーク
大学病院医療情報ネットワーク（だいがくびょういんいりょうネットワーク）は1988年から運用されている日本の大学病院と医学生物学研究者向けの情報ネットワーク。医療専門家向けにデータベース等を提供する。
国立大学附属病院長会議常置委員会に属する大学病院医療情報ネットワーク協議会が運営の方針を定め、東京大学医学部附属病院大学病院医療情報ネットワーク研究センターが事務局として機能する。
1989年設立。1988年度に東京大学医学部附属病院にこのネットワークの中央コンピュータが設置されたことを始まりとし、1992年1月までに23大学病院、2005年までに42大学病院が接続された。
英語名称 University hospital Medical Information Network、略称UMIN。

## サービス
UMINは研究支援サービス、教育・研修支援、診療支援サービス、大学病院業務支援サービスを提供する。
初期から「保険点数マスター」、「病名マスター」など病院間で共通に利用可能なデータを提供した。
2013年11月に研究不正防止、症例データの散逸防止と長期保存等を目的として、症例データレポジトリの運用・提供を開始した。

## 会員
会員は「医学・医療・生物学系の研究者・専門家及び大学病院の教職員・学生」に限られる。2000年時点で約3万2000人、2013年時点で日本の医学研究者や学生など約30万人がUMINに登録していた。会員は個人ウェブサイトを作ることができる。また、学会や研究会のサイトにも使われることがある。